# Utö
För andra betydelser, se Utö (olika betydelser).
Utö är en av de största öarna i Stockholms södra skärgård. Utö, som numera är nästan ihopväxt med Ålö, ligger i Haninge kommun och i Utö socken, cirka 16 kilometer nordost om Nynäshamn. Namnet har förklarats med att ön ligger längst ut mot öppet, oskyddat vatten.

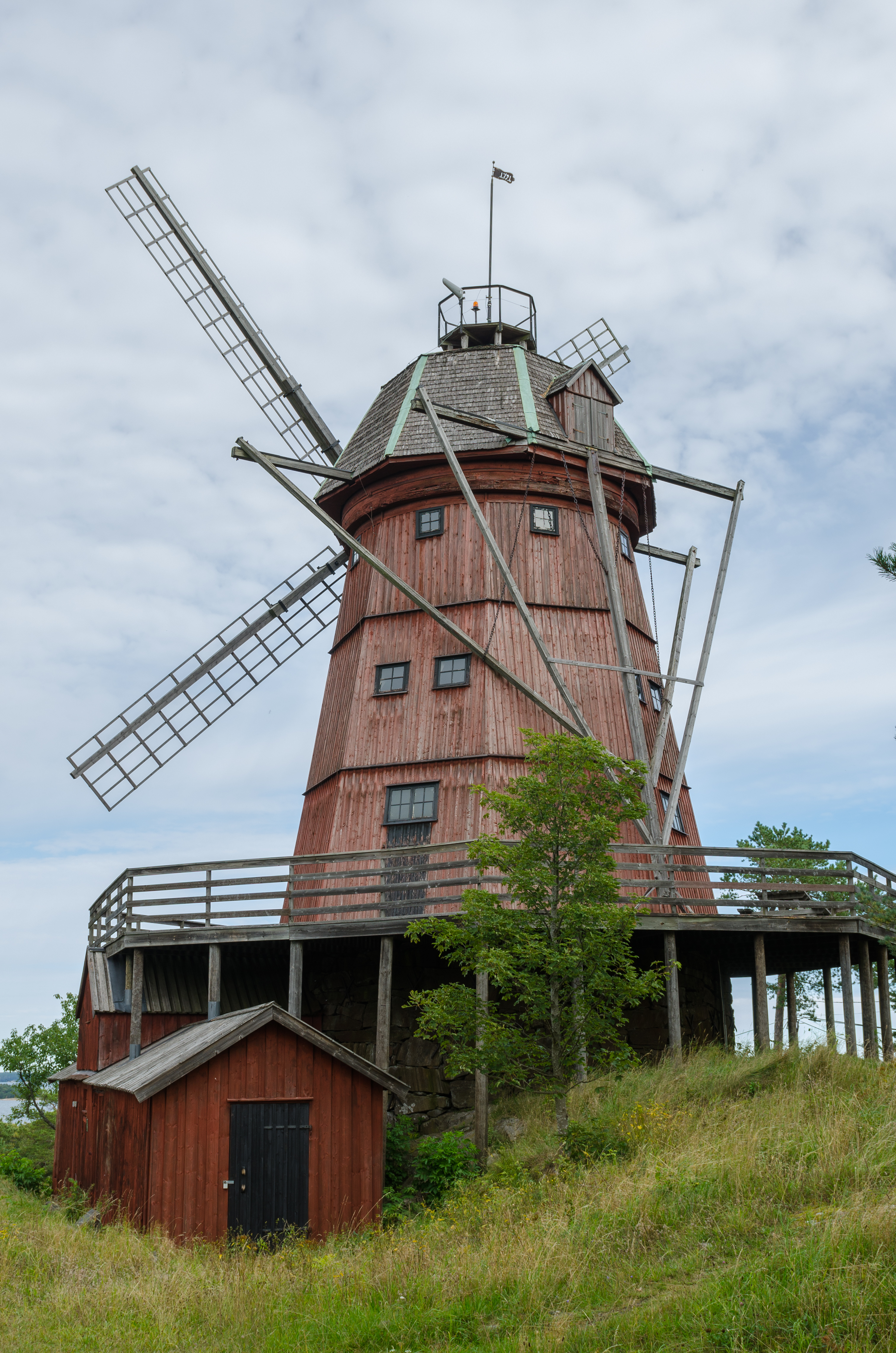
Utö kvarn

Genom sitt strategiska läge utmed Mysingen och vid inloppet till skärgårdens viktigaste farled, har Utö sedan 1600-talet fungerat som stödjepunkt för lotsar, fyrvaktare, tulltjänstemän och militärer. På södra delen av ön ligger Utö skjutfält, vilket började användas på 1940-talet. Öns norra del, med Utö gruvor, ingår i Utö naturreservat.

## Forntid
I gravfälten vid Skogsbyn på södra ön finns dokumenterat att det här funnits bofast befolkning 550–1050 e.Kr. Mot slutet av denna period hade större delen av ön fast befolkning. 

## Historisk tid
Från medeltiden är fyra byar kända på Utö. Ytterligare två gårdar tillkommer under 1500-talet. Ede (senare Edesnäs) förekommer i skriftliga handlingar första gången 1425 då Nils Erengislesson bytte till sig en gård här från riddaren Karl Öra. I samma byte ingick även en gård i Söderby. 1442 ingick två gårdar på Utö (som i själva verket låg i Söderby) jämte en gård i Ede och två gårdar i byn Trema i Erengisle Nilssons morgongåva till Brita Olovsdotter. Brita Olovsdotter donerade 1475 tre gårdar på Utö till Uppsala domkyrka. Laurens Axelsson (Tott) upptar 1476 två gårdar på Utö i sin jordebok, de betalade varje år 5 1/2 penning, 3 pund smör, 4 höns, en hare och sex dagsverken i ränta. Vart fjärde år även en örtug i nötepenningar. Sten Sture ägde 1495 två gårdar som vardera räntade 14 penningar, 1/2 pund smör, 1 pund sälspäck, 20 ägg och 6 dagsverken varje år. Johan Pedersson (Bååt)s jordebok upptar tre gårdar på Utö, av vilka två låg i Söderby och en i Ede. 1500-talets jordeböcker upptar ett kronotorp och 1 mantal arv och eget i Ede. I Söderby låg ett stadgetorp, ett mantal arv och eget samt en stadgeutjord tillhörig byn Norrby (numera Opp-Norrby) i Österhaninge sockens fastlandsdel. I Storbyn fanns 1539 tre kronobönder, 1551 fem kronobönder, 1574 fyra kronobönder och 1573 tre kronobönder. Trema bestod av 2 mantal arv och eget fram till 1561 då de av Erik XIV förvandlades till frälsejord. Dessutom upptas från 1539 ett mantal kronojord i Underskog och från 1562 en gård i Byle.
Slaggfynd: ett slagfynd från Visby innehållande det för Utömalmen unika mineralet holmqvistit som daterats till 1100-talet har gjort att man antagit att malmutvinning skall ha förekommit mycket tidigt på ön. Fyndet är dock omtvistat. I skriftliga källor omtalas Utö gruvor första gången 1544, då gruvorna sägs ligga i Trema by.
I början av 1600-talet blir gruvbrytningen väldokumenterad och 1614 ingick ett sjuttital personer i gruvsamhället. Ön drabbades hårt av peståren 1710-1711 då 139 personer på ön dog och flera av gårdarna blev öde och av rysshärjningarna 1719 då all öns bebyggelse brändes. Flera av gårdarna övergavs efter detta.
Gruvbrytningen kulminerade under perioden 1750 till 1850 då befolkningen var som störst, som mest bodde 700 personer på ön. Hela Utö köptes 1804 av Utö Gruvbolag. Introduktionen av ny teknik inom järnframställningen och järnvägar gjorde dock Utö gruvor olönsamma under 1870-talet och 1879 stängdes gruvan. De flesta gruvarbetarna lämnade ön. Utö såldes till en värmländsk brukspatron som lät kalhugga ön för att sälja virke och allt annat värdefullt på ön. Därefter köptes den 1888 av E. W. Lewin som planerade att göra Utö till en modern badort. Flera kända personer kom under slutet av 1800- och början av 1900-talet att vistas som sommargäster på ön. 1942 såldes dock större delen av Utö till staten som skjutfält medan den norra delen såldes till Ställbergs Gruv AB med planerna att återuppta gruvbrytningen där. Någon sådan kom dock aldrig till stånd.
I samband med att de södra delarna blev skjutfält avhystes bebyggelsen på södra delen av ön, Söderby och Storbyn tömdes på folk.

## Gruvbyn
Gruvbyn ligger på öns norra del invid Gruvbryggan som är skärgårdsbåtarnas tilläggningsplats. De äldsta delarna av byns bebyggelse härrör från 1700-talet. Bland annat finns en äldre magasinsbyggnad från 1700-talet här. Barlastholmen och Stora Persholmen utanför hamnen är till stora delen uppbyggda av den barlast som de ankommande malmskutorna fört med sig och sedan tippat i hamnen innan del lastat på malm. I brukskontoret från 1803 finns sedan 1890-talet Utös värdshus.
Gruvbyn ligger mitt i reservatet intill öns gamla gruvområde och kring de gamla brotten kan man ännu se utspridda varphögar. Utö anses hysa Sveriges äldsta järnmalmsgruvor eftersom slaggfynd har visat att brytning skedde där redan på 1100-talet. 
Under mitten av 1600-talet tillhörde Utö gruvor Årsta slott i Österhaninge. I en beskrivning av gruvsamhället från år 1638 framgår det att bebyggelsen då utgjordes av en gruvgård och ett tiotal arbetarstugor. Under rysshärjningarna år 1719 brändes all bebyggelse i gruvbyn ned. Omkring 40 år senare kunde gruvdriften återupptas. År 1804 förvärvades gruvorna samt hela ön med gårdar och torp av ett bolag som bildats av bruksägare som tidigare köpt malm från Utö. Gruvorna lades ned 1878 efter svårigheter med lönsamheten. Schakten är numera vattenfyllda och det djupaste är hela 215 meter djupt.
Den äldsta bebyggelsen i gruvbyn är troligen från 1700-talet. Det rör sig om enkel- och parstugor på Lurgatan, uthus och magasin, prästgården med flygel, krogbyggnaden och väderkvarnen.  År 1889, tio år efter nedläggningen av gruvan köptes gruvbyn samt omkringliggande holmar och skär av grosshandlaren E. W. Levin med avsikt att omvandla det nedlagda gruvsamhället till ett sommarparadis.

## Semesterorten Utö
Under 1800-talets andra hälft innebar ångbåtens intåg att kommunikationsmöjligheterna ut till ön förbättrades, vilket gjorde ön mer tillgänglig för besökare. Detta tog grosshandlaren E. W. Levin tillvara på genom sitt initiativ att omvandla ön till sommarparadis. Utö rönte stor uppskattning hos Stockholmarna som nu under sina vistelser kunde hyra gruvarbetarnas gamla bostäder. Gruvgården byggdes om till restaurang och i dess närhet uppfördes ett societetshus. Vidare tillkom kall- och varmbadhus, villor, hotell och pensionat. Invid gruvgården stärktes därmed den befintliga centrumbildningen med diverse service inrättningar. Några av de första sommargästerna på Utö var konstnärsparet Hanna och Georg Pauli som uppförde en villa intill gruvbyn. Paret kom att samla en hel konstnärskoloni kring sig, varför Utö under sommartid blev en samlingspunkt för sekelskiftets litterära och konstnärliga kretsar.
Det gamla gruvsamhället erhöll därmed en ny funktion som semesterort. Gruvbyn blev tillhåll för en bredare allmänhet med ekonomisk möjlighet att förse sig med båtar och sommarhus. Uppskattning för natur och friluftsliv låg i tidens anda vilket Utös sandstränder och natursköna varierande landskap svarade mot. Dessa nya enkla sommarstugeområden placerades ofta bland skogsklädd hällmark av praktiska men även estetiska skäl. Detta var en nymodighet som stod i skarp kontrast med den tidigare generationens pampiga sekelskiftsvillor.
Under 1900-talet efterfrågade en större del av befolkningen efterfrågade sommarhus på Utö. Besöken hade blivit allt mer omfattande i och med att ångbåtarna erbjöd förbättrade kommunikationsmöjligheter under 1800-talets andra hälft. Besökarantalet kom därefter att utökas med en ekonomiskt starkare arbetarklass och lagstadgad semester. Till att börja med skulle stugorna endast fungera för enklare övernattning, men fram mot mitten av 1900-talet blev sommarstugorna mer bekväma. De nya sommarstugeområdena placerades ofta i hällmarksskog och de skulle se ut att vara som växta ur skogen.

## Skjutfältet
På Utö hämmades fritidsutvecklingen genom Riksdagens beslut år 1942, att anlägga ett militärt skjutfält på ön, mitt under brinnande krig. Södra delen av ön omvandlades till ett militärt skjutfält. Dels innebar detta konsekvenser för Utös utveckling som sommartillhåll. Därutöver fick det stora konsekvenser för Byviken, på öns sydöstra del. I princip alla torp blev här tvungna att rivas för att göra plats för skjutfältet.
Denna typ av militära anläggningar lokaliserades vanligvis invid farleder och viktigare hamnar. Utö låg i nära anslutning till kasernområdet i Berga och vid inloppen till hamnar i södra skärgården samt i anslutning till farlederna i ytterbandet av Stockholms skärgård. Skjutfältet har tills 2004 främst använts som pansarskjutfält där skjutning med stridsvagnar och stridsfordon varit den dominerande verksamheten tillsammans med markförsvarsövningar men har sedan övergått till Första amfibieregementet.
Militärens närvaro har fört det goda med sig att en stor del av ön har förblivit oexploaterad. Utö är ett av Haninges mest artrika naturområden, paradoxalt nog delvis tack vare skjutfältet. Här har många fågelarter funnit en fristad och här hittar man sällsynta växter och insekter som idag är försvunna från stora delar av kommunen. Inom det militära området växlas stora fält och ängsmarker med barrskogsklädda berg, ädellövskog och sandstränder vilka står i skarp kontrast mot skjutfältet och dess bunkrar samt andra synliga militära tillhåll. Idag kan även militärens använing av ön betraktas som en kulturhistorisk händelse i sig som med sin hårda estetik reflekterar efterkrigtidens rådande klimat i Europa vilket berättar en helt annan historia.

## Modern tid
Skärgårdens utveckling under 1900-talet kan sammanfattas av avfolkning och exploatering för friluftslivet. Utö har efter 1970-talet fått nytt uppsving och åter blivit ett välbesökt utflyktsmål. 
Stiftelsen Stockholm Skärgård nuvarande Skärgårdsstiftelsen köpte norra Utö år 1973 av Ställbergsbolaget och bildade 1974 Utö naturreservat. Skärgårdsstiftelsens övertagande av den norra delen av ön inkluderade gruvområdet. Efter övertagandet har ett 30-tal hotellstugor upprättats, och det gamla societetshuset har byggts om för kurs- och konferensändamål. Ön har som sommartillhåll också bebyggts med sommarstugeområden i stora delar av den mellersta delen av ön. Att stora delar av ön har gjorts till naturreservat har tillsammans med militärskjutfältet varit gynnsam för naturlivet.
I modern tid består öns främsta näring av turismen. På Utö finns ett flertal restauranger, vandrarhem, bageri, affär, kiosker och en gästhamn. Under vintertid har Utö julmarknad arrangerats vid Utö värdshus.
I Utö kyrka från 1850 finns en unik orgel från 1745. Ön har årligen ungefär 400 000 besökare, de flesta kommer under sommarhalvåret och till den traditionella julmarknaden. På Utö finns det också en skola som under läsåret 2007-2008 hade 22 elever med två anställda lärare. Bebyggelsen kring kyrkan benämns Utö och klassas som en småort. Öns bryggor Näsudden, Spränga och Gruvbryggan trafikeras med skärgårdsbåtar som utgår från Årsta brygga i Årsta havsbad året runt och sommartid från Strömkajen i Stockholm.

## Bilder

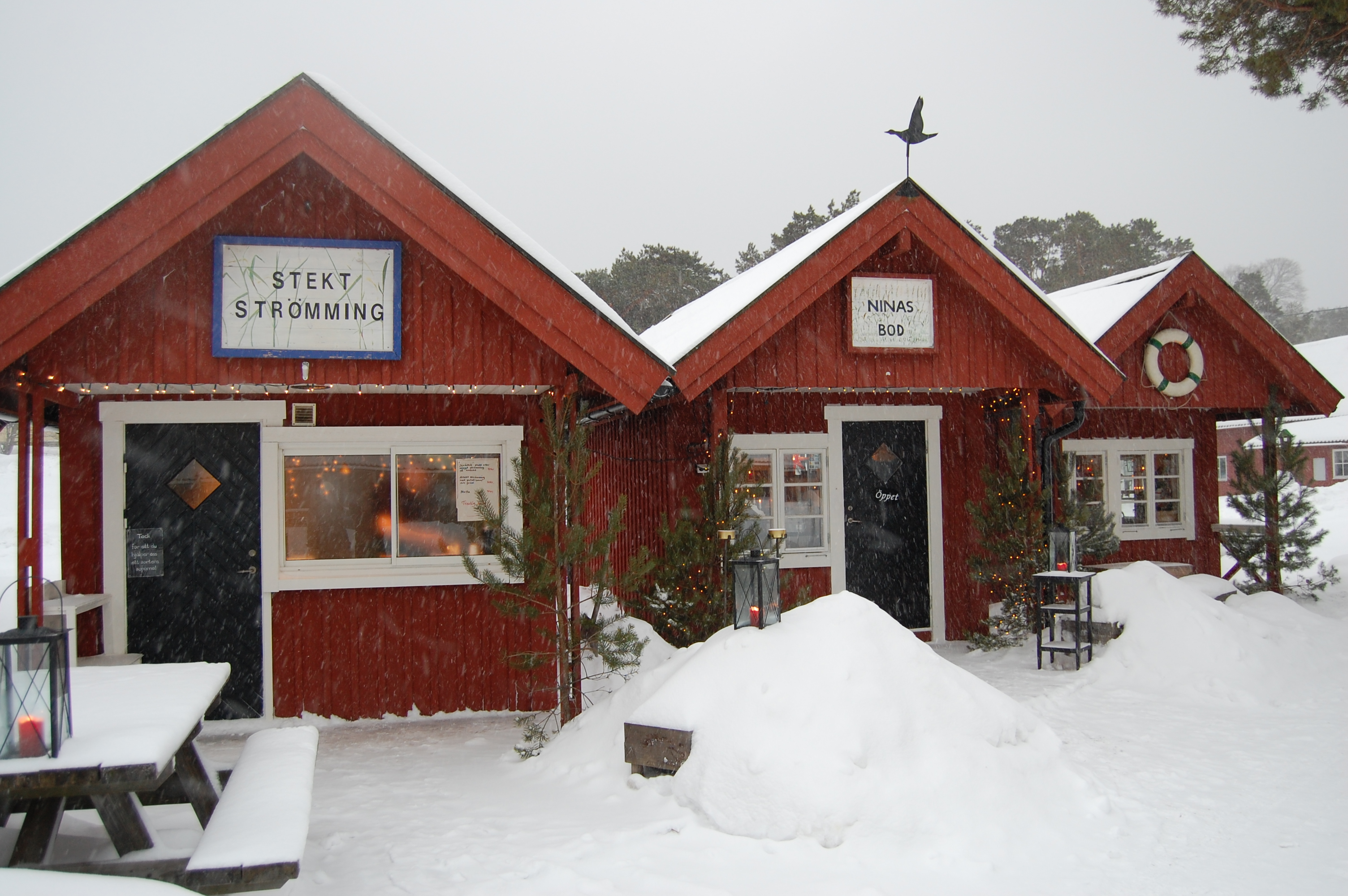
Nybyggda "sjöbodar" vid Gruvbryggan
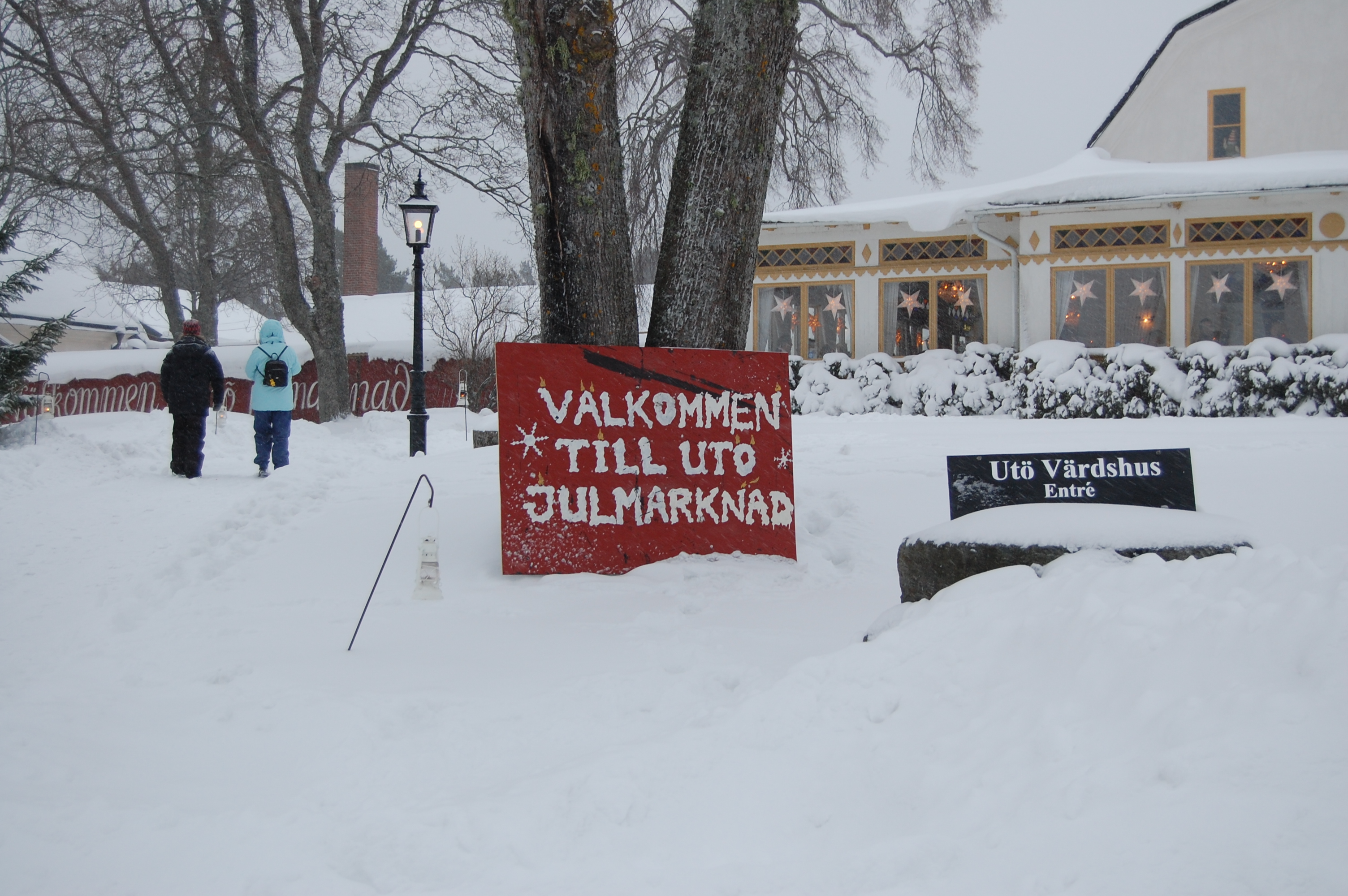
Utö julmarknad
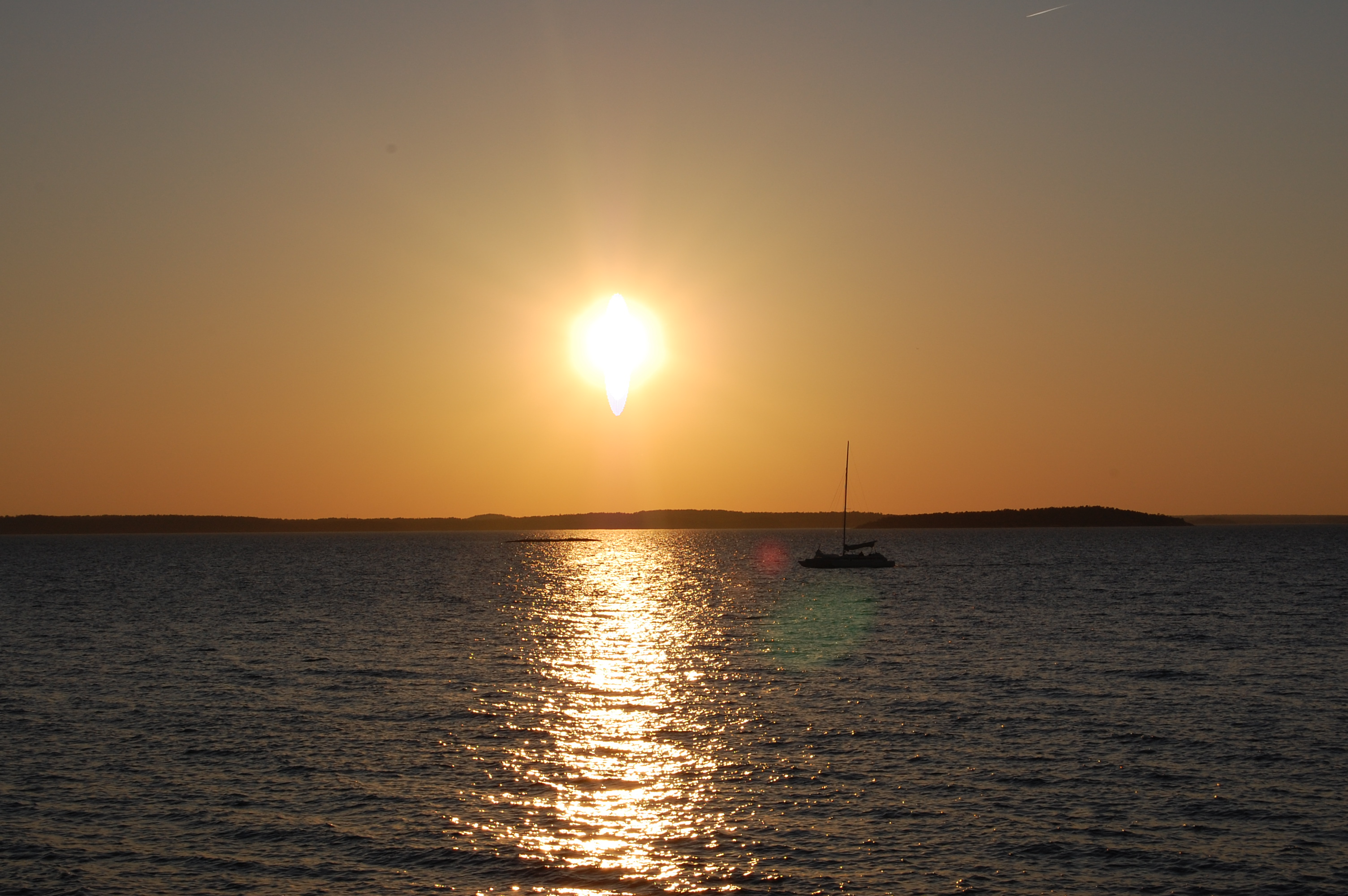
Solnedgång utanför Utö
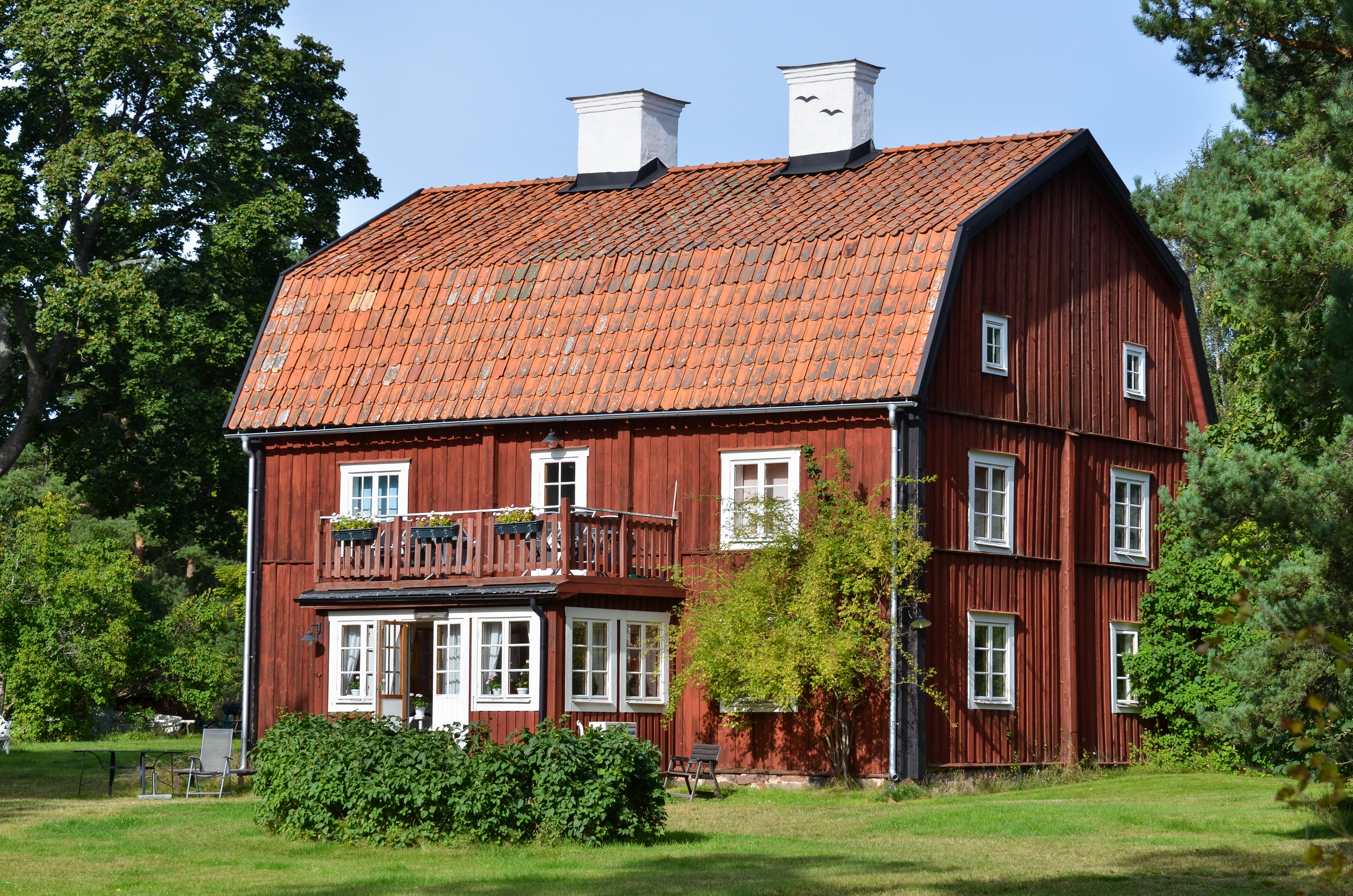
Edesnäs säteri.
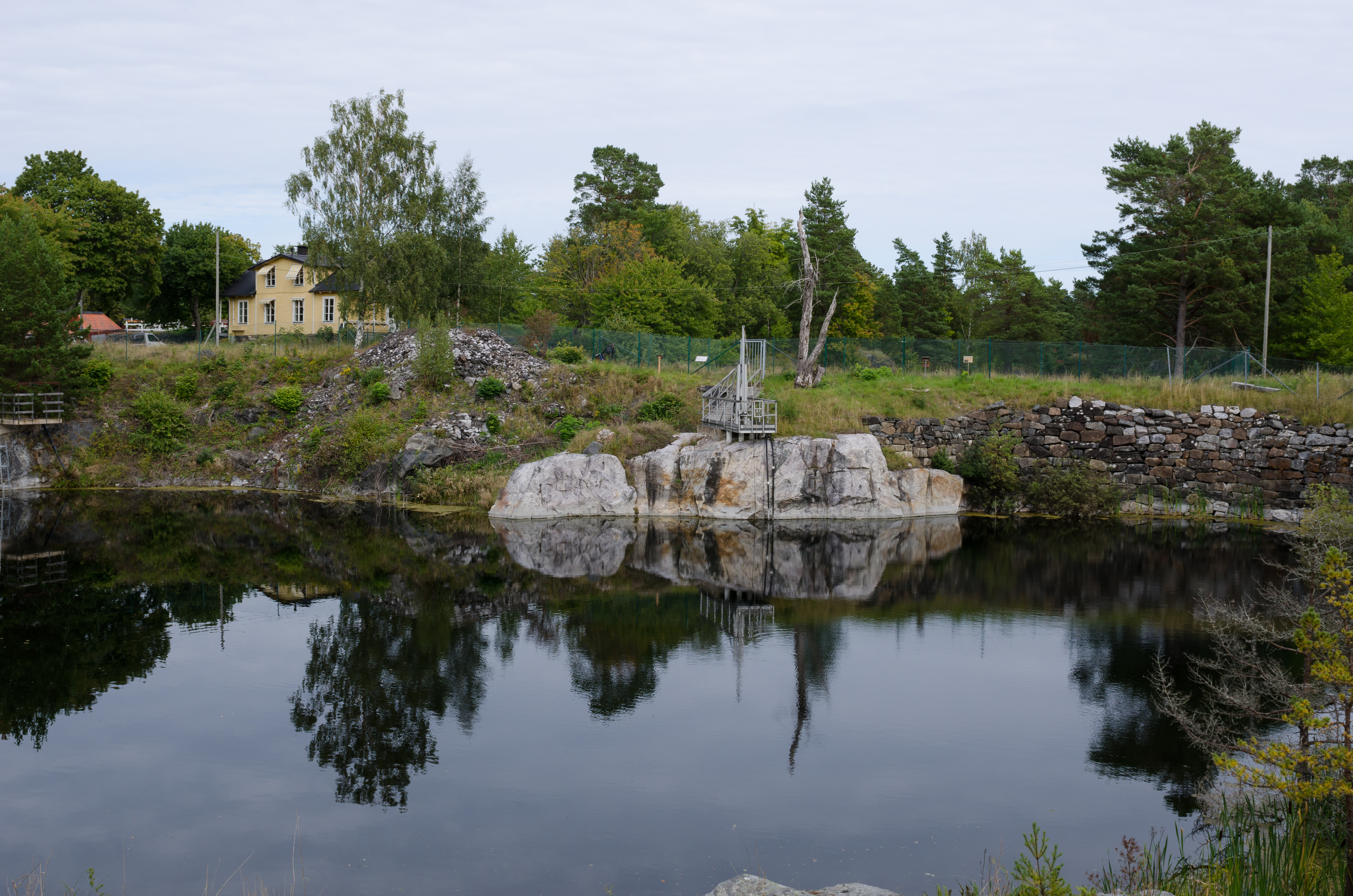
Utö gruvor.
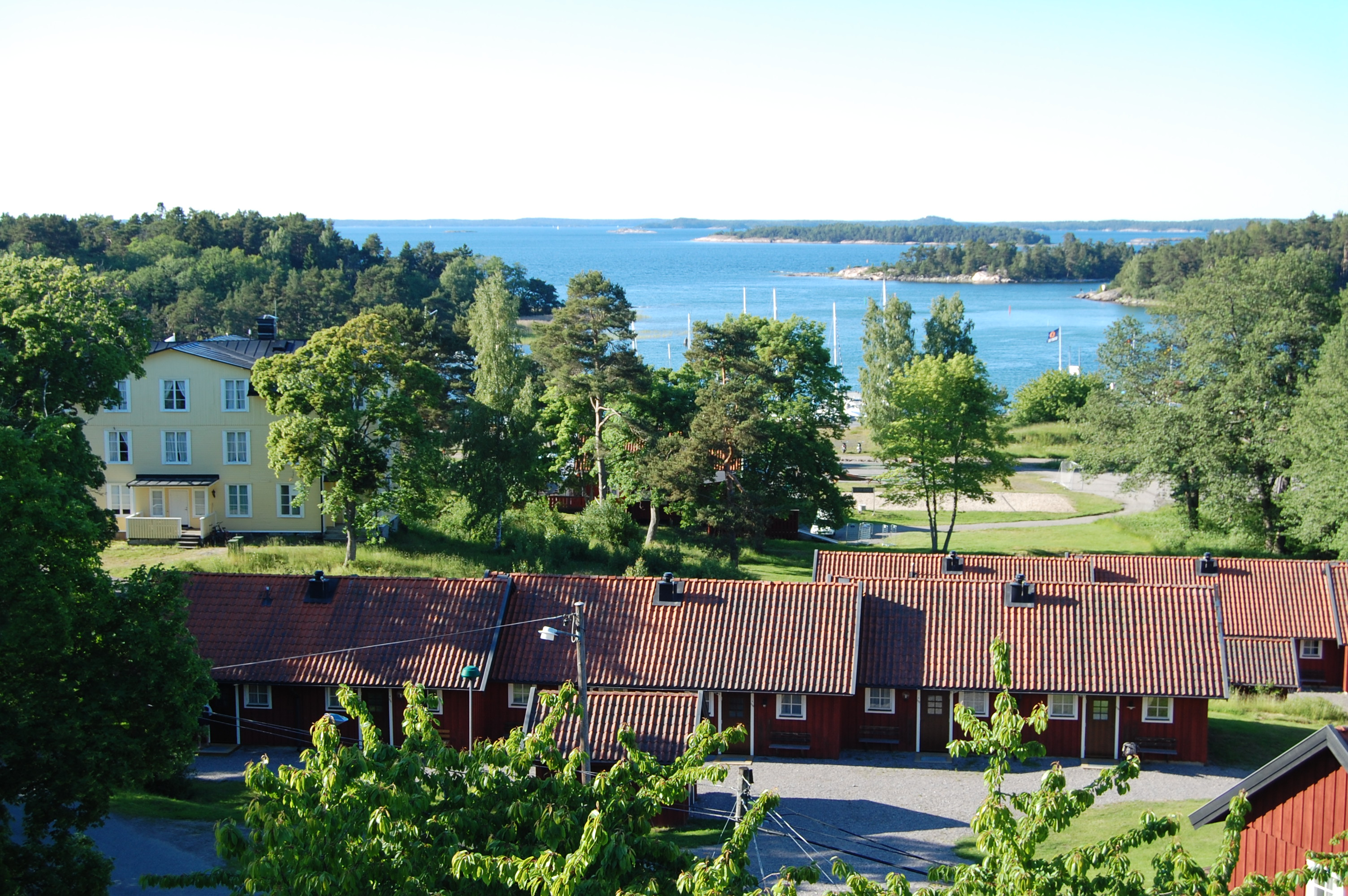
Gruvbryggan sedd från Utö vandrarhem